# جوهرة النجوم السبعة
جوهرة النجوم السبعة (بالإنجليزية: The Jewel of Seven Stars) هي رواية رعب صدرت عام 1903 بقلم برام ستوكر. ويتم سرد القصة من منظور الشخص الأول، وتدور حول شاب يرافق عالم آثار يخطط لاحياء الملكة تيرا، وهي مومياء مصرية قديمة. تستخدم الرواية المواضيع الشائعة في نهاية القرن التاسع عشر مثل الإمبريالية، وصعود المرأة الجديدة والحركات النسوية، والتقدم الاجتماعي.